# Новинка (река, впадает в озеро Вуокса)
Новинка(фин. Miinajoki) — река в России, протекает по территории Севастьяновского сельского поселения Приозерского района Ленинградской области. Длина реки — 2,9 км, площадь водосборного бассейна — 222 км².
Река берёт начало из озера Невского на высоте 8,5 м над уровнем моря и далее течёт преимущественно в юго-западном направлении по заболоченной местности.
Впадает в озеро Вуоксу на высоте 7,0 м над уровнем моря.
Населённые пункты на реке отсутствуют.
Название реки переводится с финского языка как «река Миины».
Код объекта в государственном водном реестре — 01040300212102000009362.